# Гели

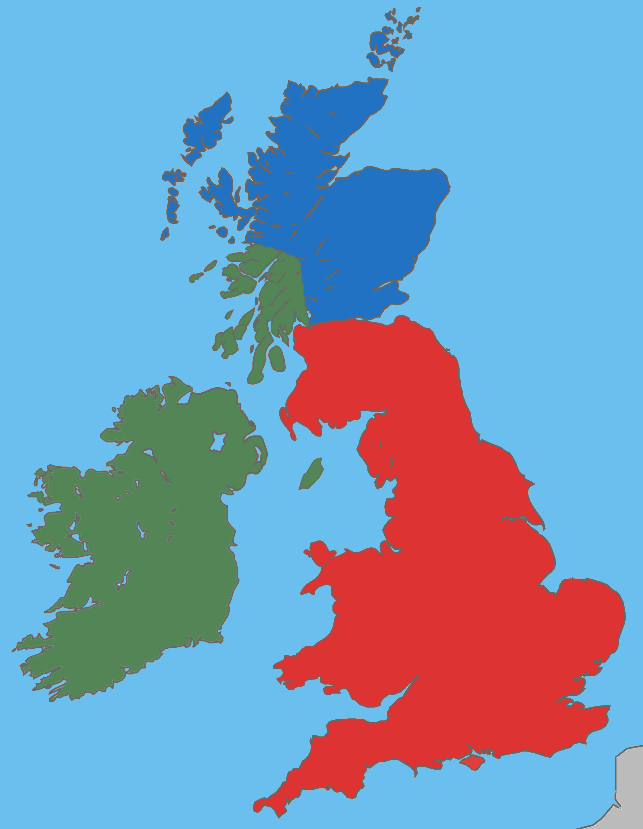
Британські острови у 5 ст. Кольорам відповідають території, де переважають:
Гойдельські мови
Піктські мови.
Бритські мови.

Ге́ли (ірл. Gaeil, англ. Gaels), гойдели (англ. Goidels, шотл. гел. Gàidheal) або гайлендери (англ. (Scottish) Highlanders «шотландські горці, жителі Шотландського нагір'я» — Scottish Highland, від англ. high land «висока земля, височина») — носії однієї з гойдельських мов: ірландської, шотландсько-гельської чи менської. Кельтський народ, що заселює північний захід Шотландії й Гебридські острови.
Гельська мова виникла в ірландців й поширилася згодом на шотландців та мешканців острова Мен. Сьогодні гойдельські мови в більшості витіснила англійська, тож термін «гели» вживають щодо сучасних кельтів — ірландців та шотландців — незалежно від мови спілкування.
гойдельська мова є однією з двох гілок кельтських мов, іншою є бритська.

## Походження

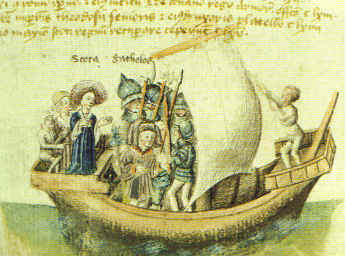
Скота та гойдель глас у дорозі з Єгипту. З XV ст. літопис «Скотіхронік».

Від другої половини I тисячоліття до н. е. гели були пов'язані з історією племен аварців, каспіїв, легів, утіїв.
У своїй власному епосі, що міститься серед середньовічних творів, таких як «Книга захоплення Ірландії», простежується походження гелів до однойменного предка з іменем Гойдель Гласа. Він описується як скіфський князь (онук Феніуса Фарсаїда), з яким вважають пов'язане створення гаельських мов. Мати Гойделя називають Скотою, яка описується як єгипетська принцеса (деякі сучасні письменники її асоціюють з Мерітатеною). Гели зображені кочівниками з одного місця на інше сотні років; вони проводять час у Єгипті, на Криті, у Скіфії, на Каспійському морі та Ґетулії, перш ніж приїхати до Іберії, де їхній король Бреоган заснував Галісію.
Потім, гели припливли на острів Ірландію через Галицію відомі як мілезійці, сини Міля Іспанця. Гели чудодійно боролися з Туатою Да Дананом, богами, які тоді населяли Ірландію. Еріу, богиня землі, обіцяла гелам, що Ірландія буде належати їм доти, доки вони пам'ятатимуть її. Вони погодились, і їхній бард Амергін вимовляв заклинання, відоме як «Пісня Амергіна». Ці дві групи погоджуються розділити між собою Ірландію: гели завойовують вищий світ, а Туат Де Данан — нижчий світ (Кельтский світ).
Прогрес у дослідженнях ДНК виявив деякі підказки про походження гелів (які пов'язані з батьківським R-L21). Гаплогрупа R виникла 26 800 років тому в Центральній Азії під час останнього льодовикового періоду. Відгалуження гілки R1b було порушено палеолітом, а його похідну R-M269, знайдену в Понтійсько-каспійському степу, відносять до енеоліту (Курганна гіпотеза отожнює з прото-індоєвропейцями та праіндоєвропейською мовою). Спочатку мандруючи в Європу 7000 років тому, індоєвропейці розвивали бронзове знаряддя й одомашнювали коней під час завоювання Старої Європи та розповсюдження їхніх родів. Після того, субклад R-L51 заснував Унетицьку археологічну культуру, похідну від R-L21, що перемістилася на Захід, прибувши на терени бритів (кельтських британців) 2100 року до н. е. та на острів Ірландію 2000 р. до н. е., і ставши гельським народом.

## Етнонім
Слово «гаель» (гели) в друкованій літературі англійською мовою з'являється у 1770-х роках, замінивши стародавнє слово «гателік» (англ. Gathelik), що підтверджується в 1596 р. як «гаель» (англ. Gael), зі значенням — «учасник гельської раси», і вперше підтверджене в друкованому вигляді в 1810 р.. Врешті назва випливає з давньоірландського слова (Goídel), що офіційно публікується сьогодні ірландською (Gaedheal), менською (Gael) та шотландсько-гаельською (Gàidheal). На початку формування сучасного ірландського слова «Gaelic» і «Gael», що записували як «Gaoidhealg», «Gaoidheal». Більш старовинний термін «гойделз» (Goidels) став використовуватися завдяки роботі Едварда Льюїда, де йшлося про зв'язок між кельтськими мовами (з гельськими мовами — «Q-кельтська»). Цей термін (Q-Celtic) ще більше популяризував у академії Джон Ріс; перший професор кельтології в Оксфордському університеті; завдяки своїй праці «Кельтська Британія» («Celtic Britain», 1882).
На думку вченого Джона Т. Коха у праці «Кельтська культура» видання «Історична енциклопедія» (Celtic Culture: A Historical Encyclopedia), слово (Guoidel) було запозичене з примітивної валлійської, що стало пізніше валлійським терміном зі значенням «лісові люди», «дикі люди» або ще пізніше «воїни». Воно було записане в Книзі Ландаф.